# Jan Velthuyse
Johannes G.M. (Jan) Velthuyse (Amsterdam, 29 april 1928) is een Nederlands emeritus-priester.

## Levensloop

### Jeugd
Velthuyse groeide op in een katholiek gezin van zes kinderen. Het gezin woonde vlak naast de Heilige Martelaren van Gorcumkerk in Amsterdam-Watergraafsmeer. Hij was na zijn dienstplicht enige tijd werkzaam als aalmoezenier bij de genie en wilde in eerst instantie gaan werken in de scheepvaart. Nadat hij door de pastoor van zijn parochie werd geraakt besloot hij theologie te gaan studeren. Hij werd op 12 juni 1954 door bisschop Huibers in de Kathedrale basiliek Sint Bavo in Haarlem tot priester gewijd.

### Priesterschap
Velthuyse werd in september 1954 benoemd tot kapelaan van de Sint-Laurentiuskerk in Stompwijk. Twee jaar later volgde zijn benoeming tot de Sint-Pancratiuskerk in Sassenheim en in 1961 tot de Sint-Jan de Doperkerk in Wateringen. In 1966 kwam zijn intrede als pastoor van de Heilige Bonifaciusparochie in Alphen aan den Rijn waar hij tot zijn emeritaat in 1993 actief bleef. Na zijn emeritaat bleef hij wel actief als assistent in verschillende parochies in het Bisdom Rotterdam. Daarnaast bracht hij ook twee publicaties uit over zijn leven als priester. In 1998 verscheen zijn eerste boek Hij kan me nog meer vertellen…! en in 2014 volgde zijn tweede boek Herder te velde.
Velthuyse werd in april 2025 benoemd tot Lid in de Orde van Oranje-Nassau. Hij kreeg zijn verdiensten onder meer voor het bijstaan van de nabestaanden van de slachtoffers bij de schietpartij in Alphen aan den Rijn in 2011.

## Publicaties
- (1998) Hij kan me nog meer vertellen…! ISBN 9076242097
- (2014) Herder te velde ISBN 9789402208061